# Основа (село)
Осно́ва — село Новокальчевської сільської громади в Березівському районі Одеської області, Україна. Населення становить 278 осіб.

## Географія
Селом тече Балка Царегол.

## Населення
Згідно з переписом 1989 року населення села становило 284 особи, з яких 129 чоловіків та 155 жінок.
За переписом населення 2001 року в селі мешкало 277 осіб.

### Мова
Розподіл населення за рідною мовою за даними перепису 2001 року:
| Мова       | Відсоток |
| ---------- | -------- |
| українська | 97,12 %  |
| російська  | 2,88 %   |

## Відомі мешканці

### Народились
- Єгоров Євген Павлович — суднобудівник, вчений і організватор в галузі будування підводних човнів, багаторічний директор (1952—1972) об'єднання «Севмаш»; доктор технічних наук, професор, лауреат Ленінської премії, Герой Соціалістичної Праці.